# Triqueville
Triqueville är en kommun i departementet Eure i regionen Normandie i norra Frankrike. Kommunen ligger i kantonen Pont-Audemer som tillhör arrondissementet Bernay. År 2022 hade Triqueville 349 invånare.

## Befolkningsutveckling
Antalet invånare i kommunen Triqueville
Referens:INSEE